# Telekom Romania Mobile Communications
Telekom Romania Mobile Communications S.A. este o companie de telefonie mobilă ce operează în România sub marca comună "Telekom.ro", care este deținut de OTE, la rândul lui deținut de Deutsche Telekom. Telekom Romania Mobile a avut 3,5 milioane de abonați cu o cotă de piață de 15%, din iulie 2021.
Rețeaua a operat împreună cu Telekom Romania Communications din 2014 până în 2021 sub aceeași marcă Telekom. Ambele companii au fost deținute în majoritate de OTE, care la rândul său este controlat de Deutsche Telekom.
Pe 6 noiembrie 2020, OTE-ul a fost de acord să vândă pachetul de 54% la Orange România, pentru 295 de milioane de €. Pentru ca tranzacția să fie aprobată de către autorități, OTE-ul s-a angajat la a cumpăra pachetul rămas de 30% în Telekom Romania Mobile, care operează rețeaua mobilă. Tranzacția a fost finalizată în iulie 2021.
Totuși, OTE-ul nu a reușit să vândă compania de telefonie mobilă după ce tranzacția cu Digi a eșuat, datorită faptului că era interesat numai în cumpărarea de zone celulare și frecvențe mobile, făcând ca Deutsche Telekom să îl schimbe în Telekom Mobile și să țină compania sub portofoliul OTE, până la găsirea unui cumpărător.
Telekom Romania Mobile Communications a fost cumpărată de către Vodafone Romania și Digi Romania. Vodafone a preluat o parte semnificativă din active, în timp ce Digi a preluat anumite active ale Telekom Mobile. 

Mai exact, în 2024, Vodafone a semnat un memorandum de înțelegere pentru achiziția Telekom Romania Mobile, iar Digi a încheiat un acord de principiu pentru preluarea anumitor active. Consiliul Concurenței a aprobat tranzacția, marcând finalizarea acesteia. În urma acestei tranzacții, Vodafone și Digi împart activele Telekom Romania Mobile.
| Imagine indisponibilă                                                                   |  | Imagine indisponibilă |
| Logourile folosite anterior de companie până în 2005 (stânga) și până în 2014 (dreapta) |  |                       |

## Istorie
Activitatea operatorului național de telefonie fixă în domeniul telefoniei mobile a început în 1998, după începutul procesului de privatizare a Romtelecom S.A. Compania greacă OTE a achiziționat un pachet de acțiuni și a devenit, în timp, acționar majoritar. Prima marcă sub care OTE a operat în România a fost Cosmorom, iar opțiunea a fost dezvoltarea unei infrastructuri proprii în banda de 1.800 MHz (celelalte companii operau în banda de 900 MHz). Începutul a fost însă greoi, infrastructura limitându-se în 2002 la doar câteva mari orașe, în timp ce concurenții săi acopereau numeroase orașe și căi de comunicație. Elementul diferențiator cu care Cosmorom s-a prezentat pe piață a fost introducerea taxării la secundă după primul minut (la abonamente) și după primele 15 secunde (la serviciile preplătite) într-o vreme când ceilalți operatori taxau la minut, iar costurile erau destul de ridicate.
În 2005, după ce rețeaua de acoperire a devenit extinsă, compania a trecut prin primul rebranding, lansând denumirea de Cosmote și orientându-se puternic către segmentul clienților de servicii preplătite. După ce a încercat să inoveze introducând taxare independentă de rețeaua către care se efectuează apelul, acțiune la care a renunțat după o scurtă perioadă, și un abonament cu prețul foarte redus de 3 dolari, Cosmote a introdus o nouă inovație pe piața serviciilor de telecomunicații. Observând un segment al cererii cu potențial mare de creștere în zona serviciilor prepaid, în condițiile în care costurile serviciilor prepaid practicate atât de Cosmote, cât și de concurenții ei erau semnificativ mai ridicate decât la abonamente, a decis să se extindă în această direcție, introducând extraopțiunile cu minute incluse pe cartele preplătite. Prima astfel de acțiune, cu 2.000 de minute în rețea incluse pentru o extraopțiune de 3 euro, a avut ca efect o creștere masivă, peste așteptări, a vânzărilor de cartele preplătite, ceea ce a pus inclusiv presiune pe infrastructură, noii — dar și vechii —clienți ai rețelei constatând că adesea rețeaua suprasolicitată devenea indisponibilă. Problemele s-au remediat pe măsură ce rețeaua a fost reoptimizată și volumul de apeluri a început să scadă.
În 2006, statul român a scos la licitație licențe pentru oferirea de servicii 3G. Cosmote a participat la licitație, dar, deși existau așteptări ca cele patru licențe să fie preluate de marii operatori: Orange, Vodafone și Cosmote, acesta din urmă a pierdut licitația în favoarea operatorului RCS & RDS , care încă nu avea o rețea mobilă dezvoltată, și Zapp (Telemobil).
În 2008, compania-mamă OTE a intrat în portofoliul Deutsche Telekom, operatorul rețelelor T-Mobile din Germania și din alte țări europene. În iunie 2009, Cosmote a semnat preluarea operatorului rețelei Zapp, într-o tranzacție de 207 milioane de euro, ceea ce i-a pus la dispoziție în sfârșit mult dorita licență 3G, dar și o licență CDMA în banda 450 MHz.
La finalul anului 2008, Zapp avea circa 374.000 de abonați. Rămasă sub brandul Cosmote, compania a încercat să marșeze pe vitezele mari la conexiunile la Internet prin servicii 3G și apoi, 4G, dar costurile ridicate ale acestor servicii s-au tradus printr-o creștere relativ moderată a utilizării lor.
Compania s-a promovat ca destinație favorită pentru portarea numerelor de telefon din alte rețele, după 2011, de când această posibilitate a trebuit să fie permisă de toți operatorii mobili ai Uniunii Europeane, dar în prima jumătate a lui 2014 se clasa pe ultimul loc, după numărul de astfel de portări acceptate. Au început și ofertele comune cu celelalte servicii asociate oferite de Deutsche Telekom pe piața românească — abonamente mobile oferite împreună cu cele fixe Romtelecom, dar și serviciul "Dolce Mobile TV". Ultima inovație pe piață promovată sub brandul Cosmote au fost abonamentele "Cosmote Free" cu internet mobil nelimitat (la viteze de 64 kbps, cu diverse volume de trafic 4G), care au fost oferite la sfârșitul lui 2013 și în 2014.
Marca Cosmote și-a încetat existența în România la 13 septembrie 2014, în urma fuzionării cu Romtelecom și a rebranding-ului celor două în comun, sub numele de Telekom Romania.

## Rezultate
Rezultatele financiare ale Cosmote România:
| Resultat                 | 2005   | 2006      | 2007    | 2008     | 2009      | 2010     | 2011     | 2012     | 2013     |
| ------------------------ | ------ | --------- | ------- | -------- | --------- | -------- | -------- | -------- | -------- |
| Cotă de piață de clienți | 0,5%   | 7%        | 11%     | 23%      | peste 23% | 24%      | 24%      | 23,8%    | 22,9     |
| Clienți                  | 48.934 | 1,23 mil. | 3,6 mil | 5,9 mil. | 6,92 mil. | 6,9 mil. | 6,5 mil. | 6,3 mil. | 6,1 mil. |
| Venituri                 | 8      | 43.8      | 155.6   | 311      | 423.2     | 468.8    | 468.2    | 462.8    | 457.6    |

## Frecvențele radio
Lista frecvențelor:
| MCC | MNC | Frecvența | Banda | Protocol (Downlink/Uplink speed)       | Clasa | Note     |
| --- | --- | --------- | ----- | -------------------------------------- | ----- | -------- |
| 226 | 03  | 900 MHz   | 8     | GSM/GPRS/EDGE                          | 2G    | 5/10 MHz |
| 226 | 03  | 1.800 MHz | 3     | GSM/GPRS/EDGE                          | 2G    | 5 MHz    |
| 226 | 03  | 800 Mhz   | 20    | LTE (2x2 MIMO 37,5 Mbit/s/12,5 Mbit/s) | 4G    | 5 MHz    |
| 226 | 03  | 900 Mhz   | 8     | LTE (2x2 MIMO 37,5 Mbit/s/12,5 Mbit/s) | 4G    | 5 MHz    |
| 226 | 03  | 1.800 MHz | 3     | LTE (2x2 MIMO 150 Mbit/s/50 Mbit/s)    | 4G    | 20 MHz   |
| 226 | 03  | 2.100 MHz | 1     | LTE (2x2 MIMO 75 Mbit/s/25 Mbit/s)     | 4G    | 10 MHz   |